# Bukit Cot Sala
Bukit Cot Sala är en kulle i Indonesien.   Den ligger i provinsen Aceh, i den västra delen av landet, 1 700 km nordväst om huvudstaden Jakarta. Toppen på Bukit Cot Sala är 155 meter över havet.
Terrängen runt Bukit Cot Sala är platt norrut, men söderut är den kuperad.Runt Bukit Cot Sala är det tätbefolkat, med 266 invånare per kvadratkilometer. Närmaste större samhälle är Bireun, 14,2 km nordväst om Bukit Cot Sala. I omgivningarna runt Bukit Cot Sala växer i huvudsak städsegrön lövskog.